# Сграда на Италианското консулство в Битоля
Сградата на Италианското консулство (на македонска литературна норма: Зграда на Италијанскиот конзулат) е архитектурна забележителност в град Битоля, Северна Македония. Разположена е на улица „Солунска“ № 226.

## История
Сградата е построена в края на XIX - началото на XX век. В нея е било разположено италианското консулство в града.

## Архитектура
Сградата в архитектурно отношение е еклектична с неокласически елементи - тимпанони, капители и прочие. Състои се от изба, приземие и кат. Северната и източната фасада са със симетрично расположени отвори, с тимпанони над прозорците на ката, с богата профилация, каквато има и около прозоречните венци. Катът и избата са отделени с междуетажни венци, като покривният венец е богато профилиран.
.